# جوني ديفاين
جون بارسوناج (بالإنجليزية: John Parsonage) (ولد 27 أبريل، 1974) هو مصارع كندي محترف يعرف أكثر بالاسم «هوت شوت» جوني ديفاين. كما يعرف أيضا من عمله في منظمة توتال نونستوب أكشن ريسلينغ (تي إن إيه) الأمريكية. حاليا يلعب في المنظمات المستقلة في كندا.

## المسيرة في مصارعة المحترفين

### سنوات البداية (1997-2004)
لعب ديفاين مع أصدقائه المصارعة عندما كان مراهقًا. وبعد تخرجه من الثانوية، انتقل ديفاين ل الولايات المتحدة حيث درس في مينيسوتا. وبعد تخرجه، التحق بجنود المشاة الكندية. ثم التقى بريت هارت في عام 1997 في كالغاري. بعد المقابلة، قرر أن يصبح مصارعًا محترفًا. وبدأ يتدرب في أغسطس، عام 1997 في منظمة دونغون على يد بروس هارت وهو نجل المصارع الأسطوري ستو هارت. ولعب مباراته الأولى في 27 أكتوبر، 1997، حيث واجه «غروغس» فيني فيغاس. بعدها، بدأ يتصارع في منظمات مستقلة في غرب كندا. في أبريل، عام 1999، انضم ديفاين إلى منظمة ستيمبد ريسلينغ التي يديرها أبناء هارت. ثم ظهر لاحقا على قناة إيه-تشانيل في التلفاز الكندي. في عام 2001، تصارع ديفاين في منظمة ويسترين كينيدين إكستريم ريسلينغ.
لعب ديفاين عدة مباريات مظلمة لمنظمة إكستريم تشامبيونشيب ريسلينغ (إي سي دبليو) ومنظمة وورلد ريسلينغ فيدرايشن. وأثناء تضرر عصب كتفه الأيمن، قام ديفاين بافتتاح منظمة خاصة به هي يونغ ليونس ريسلينغ.

### توتال نونستوب أكشن ريسلينغ (2004)
ظهر ديفاين في منظمة توتال نونستوب أكشن ريسلينغ (تي إن إيه) لأول مرة في في فبراير 2004 عندما كان عضوا في فريق كندا الذي كان يشارك في كأس تي إن إيه إكس. كما ظهر ثانية في 26 مايو 2004 عندما لعب مع بيتي ويليامز وبوبي روود وإيريك يونغ في فريق كندا الذي كان يشارك في كأس إكس العالمية. وهي عبارة عن فرق من المصارعين من كندا والمكسيك والولايات المتحدة واليابان يلعب كل فريق ضد فريق آخر. فاز فريق الولايات المتحدة بستة انتصارات مقابل ثلاث انتصارات لفريق كندا.
في يونيو 2004 بدأ فريق كندا عداوة طويلة مع فريق 3 لايف كرو.
في 26 سبتمبر، 2004، تشاجر ديفاين وزميله في تي إن إيه آندي دوغلاس مع مجموعة بعد أن ترك ديفاين حانة في ناشفيل، تينيسي. حيث طعن ديفاين في المعدة. ونتيجة لذلك، أزال الأطباء المرارة وأقل من قدم من الأمعاء. وبسبب ذلك أبتعد ديفاين عن المصارعة لمدة ستة أسابيع. وعاد بعد أن تعافى في 5 ديسمبر.

### ممفيس ريسلينغ (2005)
في مارس 2005، تعرض ديفاين إلى إصابة في الرباط الصليبي الأنسي والرباط الصليبي الأمامي عندما كان يدافع عن بطولة ميد-ساوثرن للفرق الثنائية مع إيريك يونغ في مدينة ممفيس، تينيسي. خضع ديفاين لعملية جراحية في الركبة في 15 مارس حيث توقع غيابه عن المصارعة من ستة أشهر إلى سنة. وحين كان مصابًا، عمل ديفاين كمدرب في مدرسة كان ام ريسلينغ وهي مدرسة تعليم مصارعة تابعة لسكوت ديمور في ويندزر، أونتاريو. كما كان يقوم بدور مذيع لبعض المنظمات. كما حل مكانه إيه-1 في فريق كندا.

### وورلد ريسلينغ إنترتاينمينت (2005)
عاد ديفاين إلى المصارعة في شهر يوليو 2005 حين بدأ يلعب في عدة منظمات كندية مستقلة. ظهر ديفاين في حلقة دبليو دبليو إي سماكداون! التي جرت في 18 أغسطس، 2005، باسم جاي. بي بارسنز حيث لعب مع روفي سلفرستاين ضد فريق جون هايدنرايك وأنيمال حيث خسر ديفاين وسلفرستاين مباراتُهما سريعًا.
في أكتوبر 2005، عاد ديفاين إلى مدينة وينيبيغ، مانتوبا. بعدها باسبوعين أعلن ديفاين أنه سيخضع لعملية جراحية في معدته بسبب الطعنة التي تعرض لها قبل ثلاثون شهرًا لمعالجة فتق. أجريت له عمليةً جراحية لإصلاح الفتق في 27 يناير، 2006. ديفاين نقل في وقت لاحق إلى ويندزر، أونتاريو.

### العودة إلى تي إن إيه (2006-2008)
عاد ديفاين إلى تي إن إيه أثناء حلقة تي إن إيه إمباكت! التي جرت في 4 مايو، 2006، عندما لعب مع إيريك يونغ في فريق كندا ضد فريق المكسيك (شوكر وماغنو) حيث خسر فريق كندا أمام فريق المكسيك في الدور الأول من كأس إكس العالمية.
في حلقة إمباكت! التي جرت في 29 يوليو، 2006، قام مخرج الإدارة جيم كورنيت بحل فريق كندا. وفي نفس الحلقة، انضم ديفاين إلى فريق باباراتزي للإنتاج حيث ظهر مع أليكس شيلي كمساعد منتج. بعدها، قام كيفن ناش بطرد ديفاين من الفريق بعد أن رفض تنفيذ أوامره حيث تم استبداله ب أوستن ستارر.

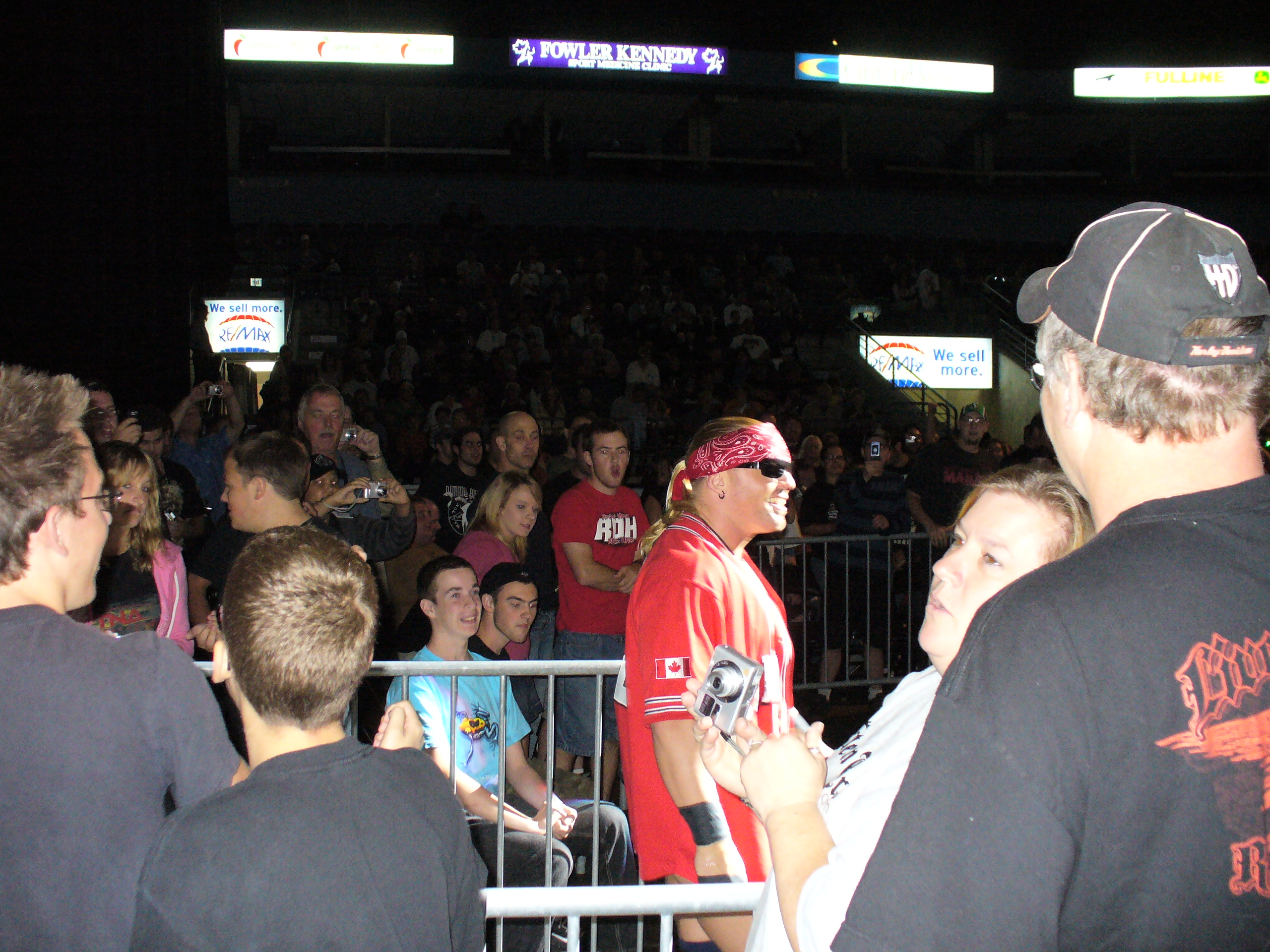
ديفاين في لندن في سبتمبر 2008

ظهر ديفاين مع مات بينتلي وفرانكي كازراين بشكل جديد وفريق جديد هو سيروتونين. وهو نسخة جديدة من فريق ريفن نتس التابع لريفن. كما تغير اسمه إلى هافوك. ولكن وبسبب تحول كاز إلى محبوب، وفسخ عقد بينتلي واختفاء ريفن من التلفاز انتهت الفرقة. وفي حلقة تي إن إيه إمباكت!، قام فريق ثري دي باختطاف ديفاين كرهينة من اجل الحصول على مطالبهما التي نفذها لهم فريق موتور سيتي ماشين غنز. وبعد أن أنقذه مصارعي قسم إكس ديفيجن، ذهب ديفاين تحت الحلبة وأحضر عصا وهاجم بها زملائه من قسم إكس ديفيجن، وانضم إلى فريق ثري دي في محاولتهما لتدمير قسم إكس ديفيجن. كما أنهى هذا فريق سيروتونين إلى الأبد. حيث تخلى عن طلاء الوجه ولكنه لم يتخل عن العصا الخشبية. بعدها بأسبوع عاد يسمى جوني ديفاين وألغى اسم هافوك وبدأ يسمي نفسه «خائن إكس ديفيجن». كما أصبح مساعدًا لفريق ثري دي ويتدخل لصالحهما. مما جعل برذر راي وبراذر ديفون يمنحانه لقب «الأخ ديفاين» كما بدأ باستعمال عبارته الموجهة ضد خصومه: «ربما تكون جيدًا، لكنك لست ديفاين».
في 27 نوفمبر، 2007، استطاع ديفاين أن يهزم زميله في فريق كندا بيتي ويليامز وذلك بعد أن نفذ عليه حركة دبل أندرهوك بايلدرايفر. حينها ظهر ديفاين بمظهر جديد وموسيقى جديدة.
عاد ديفاين في حلقة إمباكت! التي جرت في 24 يناير، 2008، حيث استطاع ديفاين أن يفوز على جاي ليثل ويفوز بذلك ببطولة تي إن إيه إكس ديفيجن. وذلك بعد أن قام الأخ راي بضرب ليثل بعصًا خشبية. حيث كانت تلك أول بطولة لديفاين في تي إن إيه. غير أنه خسر البطولة لليثل في مباراة شارع سداسية جرت بينه وبين فريق ثري دي وفريق موتر ستي ماشين غنس وجاي ليثل في حدث أغينتس أول أودز. في حدث بوند فور غلوري، تدخل ديفاين في مباراة أبيس ضد فريق ثري دي حيث ساعدهما في رمي أبيس على طاولة محترقة.
تم فسخ عقد ديفاين في 13 أكتوبر، 2008. ديفاين أدعى لاحقًا أنه ترك تي إن إيه لأن المصارعة لم تعد ممتعة له.

### الدائرة المستقلة (2008- حتى الآن)
انتقل ديفاين إلى تورنتو، أونتاريو وهناك، أصبح يظهر كمحلل في قناة ذا فايت نيتورك. كما لعب لاحقا في المنظمات المستقلة الكندية وفي منظمة بلود، سويت أند إيرز (بي إس إي) الكندية.

## في المصارعة
- الحركة القاضية
  - ديفاين ديلر (يحمل المصارع على كتفيه ويلقيه على ركبته)
  - ديفاين درايفر[7] (ست أوت سكوب سلام بايلدرايفر)
    - ديفاين إنترفنيشن[8] (دبل أندرهوك بايلدرايفر)

  - ديفاين إنترفنيشن | فايف-ستار مونسولت[2][7] (حركة مونسولت يقلبها إلى حركة فروغ سبلاش)
- حركات معروف بها
  - ديفاين دي دي تي | تارانتولا دي دي تي (دي دي تي من أعلى الحبال) [2]
  - ديفاين رتربيشن[2] (حركة فرانكنشتاينر)
  - إنزغوري
  - هوريكانرانا[2]
  - لوف غن مونسولت[2] (سبيلت ليغ مونسولت)
  - شوتنيغ ستار بريس[9]
  - سبرينغبورد مونسولت
- الألقاب
  - «هوت شوت»[2]
  - «خائن إكس ديفيجن»[2]

## بطولات وجوائز
- غريت كينيدين ريسلينغ
  - بطولة جي سي دبليو الوطنية (مرة)[2]
  - بطولة جي سي دبليو للفرق الثنائية (مرة) – مع مايكل إلغن
- ممفيس ريسلينغ
  - بطولة ممفيس ساوثرين للفرق الثنائية (مرة) – مع إيريك يونغ
- برايري ريسلينغ أليانس
  - أدخل إلى قاعة المشاهير في بي دبليو إيه[10]
- ستيمبيد ريسلينغ
  - بطولة ستيمبيد بريتش كومنولث للوزن المتوسط الثقيل (مرة)[2]
  - بطولة ستيمبيد الوطنية للفرق الثنائية (مرة) – مع جريج بولك[2]
- توب روب تشامبيونشيب ريسلينغ
  - بطولة تي ار سي للوزن الثقيل الخفيف (مرة)[2]
  - بطولة تي ار سي للفرق الثنائية (مرة) – مع ريك فين[2]
- توتال نونستوب أكشن ريسلينغ
  - بطولة تي إن إيه إكس ديفجن (مرة)[2]
- ويسترين كينيدين إكستريم ريسلينغ
  - دبليو سي إي دبليو كروزرويت (مرة)[2]
- ريسلينغ أوبيسرفير نيوزلترز اوارد
  - أسوء مباراة لعبت للسنة (2006) مباراة تي إن إيه عكس باتل رويال في تي إن إيه إمباكت!

## وصلات خارجية
- جوني ديفاين على موقع IMDb (الإنجليزية)
- جوني ديفاين على موقع قاعدة بيانات الفيلم (الإنجليزية)
- جوني ديفاين على موقع CageMatch worker (الإنجليزية)
- جوني ديفاين على موقع قاعدة بيانات المصارعة على الإنترنت (الإنجليزية)
- جوني ديفاين على موقع عالم المصارعة على الإنترنت (الإنجليزية)
- جوني ديفاين على موقع عالم المصارعة على الإنترنت (الإنجليزية)

- الموقع الرسمي لجوني ديفاين
- سيرة جوني ديفاين في موقع سلام! سبورتس
- العامود الصحفي الخاص بجوني ديفاين في موقع سلام! سبورتس
- سيرة جوني ديفاين ساي جي ريسلينغ دوت كوم